# فوری اترله
فوری اترله (رومانیایی: Fory Etterle؛ ‏ تلفظ رومانیایی: [ˈfori ˈeterle]؛ ۲۴ مه ۱۹۰۸ – ۱۶ سپتامبر ۱۹۸۳) بازیگر اهل رومانی بود.
از فیلم‌هایی که وی در آنها نقش داشته است، می‌توان به میهای دلیر و یاغی‌ها اشاره کرد.